# Ligidium bosniense
Ligidium bosniense är en kräftdjursart som beskrevs av Karl Wilhelm Verhoeff1901. Ligidium bosniense ingår i släktet Ligidium och familjen gisselgråsuggor. Inga underarter finns listade i Catalogue of Life.